# Jacques Méjansac
Jacques Méjansac est un homme politique français né le 27 septembre 1750 à Pierrefort (Cantal) et mort le 14 octobre 1837 à Saint-Flour (Cantal).

## Biographie
Avocat à Aurillac avant la Révolution, il devient procureur général du département, il est député du Cantal à la Convention. Siégeant à droite, il vote pour la détention de Louis XVI et passe au Conseil des Cinq-Cents le 22 vendémiaire an IV. Il en sort en 1798 et devient inspecteur des contributions puis juge au tribunal civil de Saint-Flour.

## Sources
- « Jacques Méjansac », dans Adolphe Robert et Gaston Cougny, Dictionnaire des parlementaires français, Edgar Bourloton, 1889-1891 [détail de l’édition]